# Tuul
El Tuul (en mongol, Туул гол, tuul gol; antigament dit Tola o Tula) és un riu de la Mongòlia central i septentrional. Té 704 km de llargària i drena una àrea de 49.840 km².
Neix dins del Parc nacional Gorkhi-Terelj, a les muntanyes Khentei, i travessa el sud de la capital mongola Ulan Bator. És un afluent del riu Orkhon, el qual desemboca en el Selenga que, al seu torn, desemboca al llac Baikal. El riu Tuul també flueix al llarg del Parc nacional Khustain Nuruu. La seva superfície resta normalment congelada des de mitjans de novembre fins a mitjans d'abril. Està envoltat de boscos de salzes i abriga una espècie amenaçada d'esturió.
Actualment, el riu està amenaçat per la contaminació causada per les aigües residuals d'Ulan Bator i per l'explotació de mines d'or en la zona. A més a més, l'afluència constant de gent que s'instal·la prop del riu va provocant una degradació de la qualitat d'aigua.